# Agrianí
Agrianí (Agriani) är en ort i Grekland.   Den ligger i prefekturen Nomós Serrón och regionen Mellersta Makedonien, i den nordöstra delen av landet, 300 km norr om huvudstaden Aten. Agrianí ligger 627 meter över havet och antalet invånare är 295.
Terrängen runt Agrianí är kuperad åt sydväst, men åt nordost är den bergig. Terrängen runt Agrianí sluttar söderut. Runt Agrianí är det ganska glesbefolkat, med 34 invånare per kvadratkilometer. Närmaste större samhälle är Néa Zíchni, 6,4 km söder om Agrianí. Trakten runt Agrianí består i huvudsak av gräsmarker.